# Al-Qasim
al-Qasim (arabiska: منطقة القصيم) är en av de tretton provinserna i  Saudiarabien. Provinsen ligger i den centrala delen av landet. Burayda är både huvudstad och största stad i provinsen. Den har en yta på 80 000 kvadratkilometer och en befolkning på nästan 1,5 miljoner.

## Geografi
Provinsen gränsar till Hail-provinsen i norr, till Riyadh-provinsen i öster och söder och i väst till al-Madina al-Munawwarra-provinsen.

## Klimat
al-Qasim är varmt på sommaren och regnigt och kallare på vintern. På sommaren kan det bli upp emot 36–41 ˚C. På vintern är medeltemperaturen 11 °C. 